# هيكتور فيلازكيز مورينو
هيكتور فيلازكيز مورينو (بالإسبانية: Héctor Velázquez Moreno) هو مهندس معماري ورسام مكسيكي، ولد في 1922 في مدينة مكسيكو في المكسيك، وتوفي في 2006.